# Dişlibaşak, Çınar
Dişlibaşak là một xã thuộc huyện Çınar, tỉnh Diyarbakır, Thổ Nhĩ Kỳ. Dân số thời điểm năm 2008 là 523 người.